# Стивен, Дональд
Дональд Ансти Стивен (англ. Donald Anstey Steven) — канадский композитор, музыкант, аранжировщик, музыкальный педагог и администратор конца XX — начала XXI века. В начале музыкальной карьеры участник нескольких рок- и фолк-групп, в дальнейшем получил образование как академический композитор. Работал с рядом ведущих исполнителей, выполнял заказы канадских музыкальных организаций. Занимал пост декана музыкальной консерватории Университета штата Нью-Йорк в Перчейзе (с 1992) и Колледжа исполнительских искусств Университета Рузвельта (Чикаго, с 1997). Лауреат премии «Джуно» за лучшую классическую композицию (Pages of Solitary Delights, 1987) и премии Жюля Леже за новую камерную музыку (In the Land of Pure Delight, 1991), номинант на звание композитора года от Канадского совета по музыке.

## Биография
Родился в Монреале в 1945 году. В молодости играл в различных рок- и фолк-группах на таких инструментах, как 12-струнная гитара и банджо, а также выступал в качестве аранжировщика. Аранжировкой занимался и позже, работая с такими исполнителями, как Кейт и Анна Макгарригл, Стэн Роджерс и Грэм Таунсенд.
В 1968 году поступил в Университет Макгилла, где изучал композицию под руководством Брюса Матера. В 1972 году получил степень бакалавра музыки и в следующие два года учился в Принстонском университете у Милтона Бэббитта, получив степень магистра изящных искусств. Уже в годы учебы удостаивался наград в области композиции: в 1970 году получил премию BMI как композитор-студент, а в 1972 году — премию Канадской федерации сотрудниц университетов за творчество в сфере искусств.
К 1990 году создал около 30 произведений, выдержавших свыше 140 исполнений в Канаде, США и Европе, в том числе на Днях мировой музыки ISCM в Хельсинки в 1978 году (Images). Часть произведений написана на заказ для известных исполнителей (Морин Форрестер, Цуёси Цуцуми, Бертрам Турецки), а также для таких канадских организаций, как Квебекское общество современной музыки, CBC и Канадский электронный ансамбль.
В своих музыкальных произведениях уделяет особое внимание гамме оттенков и атмосферному звучанию, при этом используя сложные гибкие формы, влияние на которые оказал опыт в рок- и фолк-музыке. Из работ Стивена наиболее широкую известность получила сольная виолончельная композиция Illusions. Другие известные сочинения — The Breath of Many Flowers для струнного оркестра (1986), In the Land of Pure Delight для расширенного камерного ансамбля и электронных инструментов (1991) и Lost Tracks in Time для синтезаторной гитары и магнитофона (1992). Удостоен премии «Джуно» за лучшую классическую композицию за Pages of Solitary Delights (1987) и премии Жюля Леже за новую камерную музыку за In the Land of Pure Delight (1991); номинировался также на звание композитора года от Канадского совета по музыке.
С 1975 года преподавал композицию в Университете Макгилла, где в 1986 году возглавил отделение исполнительских искусств. Преподавал также в Университете Западного Онтарио, помимо композиции, вёл такие дисциплины, как инструментовка, электронная и компьютерная музыка. В 1992 году ушел из Университета Макгилла, чтобы возглавить музыкальную консерваторию Университета штата Нью-Йорк в Перчейзе. В 1997 году назначен деканом Колледжа исполнительских искусств Университета Рузвельта (Чикаго). В должности декана способствовал развитию оркестровой программы в этом вузе и формированию преподавательского коллектива из ведущих солистов Чикагского симфонического оркестра. Преподавал также композицию в Вестминстерском хоровом колледже Университета Райдера (Нью-Джерси), занимал должности провоста и вице-президента по академическим вопросам в этом университете.